# Vlaams Liberaal Onafhankelijk Tolerant Transparant
VLOTT, een afkorting die stond voor Vlaams Liberaal Onafhankelijk Tolerant Transparant, was een Vlaamse politieke partij (of beweging, zoals zij dit zelf noemden).

Ze werd op 23 november 2005 door ex-VLD-senator Hugo Coveliers opgericht. Door velen werd het beschouwd als een kleine scheurlijst van teleurgestelde rechtse liberalen, zoals het Liberaal Appèl van gewezen VLD-Europarlementslid Ward Beysen, die in 2005 zelfmoord pleegde, of Veilig Blauw van voormalig VLD-lid Leo Goovaerts. Ook die partijen wilden in de regio Antwerpen een doorbraak forceren in de traditionele politieke verhoudingen.
Uit het partijprogramma bleek dat de partij het Vlaams-nationalisme aanhing vanuit een eerder regionalistisch standpunt en eerder confederalisme voor België dan omfloerst separatisme bepleitte. Verder stond de beweging naar eigen zeggen voor libertarisme en anti-corporatisme. Ze stond ook sceptisch tegenover de multiculturele samenleving en was een absoluut voorstander van basisdemocratie. VLOTT wilde vooral de heersende bureaucratie en particratie bestrijden.
Bij de gemeente-, districts- en provincieraadsverkiezingen van 2006, in kartel met het Vlaams Belang, haalde VLOTT 18 verkozenen, en bewees daarmee succesrijker te zijn dan vorige afsplitsingen van de VLD.
Vlaams Belang wees het kartel met VLOTT voor de federale verkiezingen van 2007 af. Daardoor stapten enkele leden van VLOTT over naar Lijst Dedecker, uit onvrede met het beperkt aantal plaatsen voor mensen van VLOTT op de lijst van het Vlaams Belang. Ook een aantal VLOTT-verkozenen maakten de overstap naar de Lijst Dedecker. VLOTT bleef nog wel voorstander van het project Forza Flandria.
In 2010 werd Hugo Coveliers als voorzitter opgevolgd door Hendrik Boonen. Hij werd erevoorzitter en bleef het speerpunt van de partij bij latere verkiezingen.
Na onder meer teleurstellende verkiezingsresultaten in 2012 werd de partij echter opgeheven.

## Verkiezingen 2006
VLOTT trok als VLOT in kartel met het Vlaams Belang naar de gemeenteraadsverkiezingen in 14 Vlaamse gemeenten, negen districten en één provincie. In twee gemeenten kwam de partij zelfstandig op.

### Kandidaten

#### Gemeenteraden
- Antwerpen: Antwerpen, Hemiksem, Ranst, Rumst, Schilde, Schoten, Zwijndrecht en Lint (*).
- Limburg: Sint-Truiden.
- Oost-Vlaanderen: Lokeren en Ninove.
- Vlaams-Brabant: Kapelle-op-den-Bos en Zaventem (*).
- West-Vlaanderen: Knokke-Heist en Menen.

#### Districtsraden
Antwerpen, Berchem, Berendrecht-Zandvliet-Lillo, Borgerhout, Deurne, Ekeren, Hoboken, Merksem en Wilrijk.

#### Provincieraden
- Antwerpen

(*) Hier nam VLOTT als zelfstandige partij deel aan de verkiezingen, dus niet in kartel met het Vlaams Belang.

### Uitslagen
Van de 74 VLOTT-kandidaten werden 18 personen verkozen en oefenden een mandaat uit. Daarmee was VLOTT succesvoller dan zijn voorganger, het Liberaal Appèl. Dit waren:

#### Gemeenteraden
- Antwerpen:
  - Hugo Coveliers
  - Suzy Lismont

- Ranst:
  - Nathalie Van den Broeck

- Schoten:
  - Leo Moeskops (eerst overgestapt naar Lijst Dedecker, en vervolgens naar Vlaams Belang)
  - Ann Boden
  - Ortwin Leenaerts

- Zwijndrecht:
  - Claudine De Schepper

- Sint-Truiden:
  - Nicolas Blondeel

#### Districtsraden
- Antwerpen:
  - Philip Maes
  - Roel Coveliers

- Deurne:
  - Yolande Bogaerts
  - Kevin Stoop

- Ekeren:
  - Erik Bernard (thans CD&V)

- Hoboken:
  - Carine Leys (thans N-VA)

#### Provincieraden
- Antwerpen:
  - Claudine De Schepper

## Verkiezingen 2007
VLOTT trok als kiesalliantie samen met het Vlaams Belang naar de verkiezingen. De vier VLOTT-kandidaten stonden elk als onafhankelijken op de lijst.
Op de senaatslijst kreeg Hugo Coveliers de 3e plaats toegewezen, en hij behaalde 66191 voorkeurstemmen. Claudine De Schepper behaalde vanop een 11e opvolgersplaats 14789 voorkeurstemmen.
Voor de Kamer van volksvertegenwoordigers kreeg VLOTT in de provincie Antwerpen twee plaatsen: één effectieve (20e plaats) en één opvolgersplaats (10e plaats). Deze werden ingevuld door Carine Leys en Alex Dingemans.
Carine Leys behaalde vanop de 20e plaats 4613 voorkeurstemmen. Alex Dingemans behaalde vanop de 10e opvolgersplaats 2766 voorkeurstemmen.
Enkel Hugo Coveliers geraakte in de Belgische Senaat verkozen.

## Verkiezingen 2009
VLOTT trok in 2009 samen met het Vlaams Belang naar de Vlaamse en Europese verkiezingen. Dit zei Hugo Coveliers in zijn nieuwjaarstoespraak op 16 januari van dat jaar. De partij trok onder de naam “Vlaamse Liberalen” naar de verkiezingen.
Het startschot van de verkiezingscampagne werd al op 15 november 2008 gegeven. VLOTT organiseerde een congres onder de naam "naar een onafhankelijk liberaal Vlaanderen".